# Катализаторы Циглера — Натта
Катализаторы Циглера — Натта — катализаторы виниловой полимеризации, то есть полимеризации виниловых мономеров. Они также позволяют получать полимеры определённой тактичности (стереорегулярные полимеры). Представляют собой комплексы, образующиеся при взаимодействии соединений переходных металлов (TiCl4, TiCl3, VOCl3 и др.) с алкилами и галогеноалканами металлов II—III групп (AlR3, AlR2Cl, MgRCl, ZnR2).
В процессе полимеризации мономер координируется с алкильным производным переходного металла, а затем внедряется по связи M—C, M—M[уточнить].
По состоянию на 1990-е годы вопрос о конкретных механизмах действия катализаторов Циглера — Натты был не до конца выясненным.
В 2010 году объём производства пластмасс, эластомеров и резин с использованием катализаторов Циглера — Натты превысил 100 миллионов тонн.
В настоящее время применяется три вида катализа Циглера — Натты:
- классический — основанный на соединениях титана. Он идёт в присутствии сокатализаторов: алюминийорганических соединений. Как правило, таким сокатализатором выступает триэтилалюминий Al(C2H5)3, триизобутилалюминий Al(C4H9)3;
- металлоценовый — на основе металлоценов (например, на основе дихлорида титаноцена[англ.]). В этом случае также требуется сокатализатор, обычно используется другое алюминийорганическое соединение — метилалюмоксан[англ.] (Al(CH3)O)n;
- постметаллоценовый катализ[англ.].

## История открытия
Катализаторы на основе титана были открыты и запатентованы осенью 1953 года группой немецких химиков под руководством Карла Циглера (особенно значителен был вклад его ассистента Хайнца Брайля, Heinz Breil), при этом заявлялась способность осуществлять синтез высокомолекулярного полиэтилена, вскоре были поданы патенты и на синтез полимера из пропилена и α-бутилена (1-бутена). Первое время найденные соединения назывались смешанными мюльхаймскими катализаторами по месту расположения лаборатории (Мюльхайм-ан-дер-Рур), однако вскоре за ними закрепилось название катализаторов Циглера.
Для синтеза упорядоченных (стереорегулярных) полимеров, в первую очередь, α-олефинов, включая тот же α-бутилен, катализаторы были использованы итальянцем Джулио Наттой, дружившим и сотрудничавшим с Циглером с 1940-х годов и убедившего компанию Montecatini, где Натта работал консультантом, выкупить права на использование результатов Циглера. Натта сообщил не просто о синтезе полибутилена, но и о возможности создания стереорегулярных — изотактических — полимеров. История приоритетов и патентования открытий Циглера и Натты была довольно запутанной и рассматривается как классический патентный случай, она привела к ссоре учёных.
За эти достижения Циглеру и Натте в 1963 году была присуждена Нобелевская премия по химии.